# UGC 18
UGC 18 es una galaxia localizada en la constelación de Pegaso.